# Disruptor Records
Disruptor Records — американский лейбл звукозаписи, основанный Адамом Алпертом в сентябре 2014 года, владельцем лейбла является компания Sony Music Entertainment. В 2016 году лейбл продал более 15 миллионов копий синглов по всему миру.

## История
Адам Алперт основал лейбл в 2014 году вместе с группой The Chainsmokers, сформировавшейся в 2012 году.
Канадский диджей Vanic подписал контракт с лейблом в 2016. Группа Lost Kings в октябре стала записывать свои песни на лейбле. The Chainsmokers выпустила на лейбле несколько песен «Closer», «Paris» и «Something Just Like This».
Альперт в интервью сказал: «Мы заботимся о карьере музыкантов в целом, а не только о их песнях. Это основа, на которой был создан Disruptor Records». В 2014 году он заключил договор с председателем Sony Music Entertaiment Дугом Моррисом и исполнительным директором Родом Стрингером.
Лейбл будет направлен на положительное развитие музыки и их исполнителей, а также через него музыканты могут общаться со своими поклонниками.
В январе 2017 года группы The Chainsmokers, Lost Kings и диджей Vanic записали сборник «Lost in Music» на Sony Music Entertainment.
Продюсер и диджей Heroless, сделавший ремикс на песню Vanic «Too Soon», записывается на лейбле с 2017 года.

## Исполнители
- The Chainsmokers[15][16]
- Heroless[15]
- Life of Dillton[4]
- Lost Kings[17]
- Jocelyn Alice[4]
- Vanic[7]
- XYLØ[4]